# Biserica Adormirea Maicii Domnului din Fratelia
Biserica „Adormirea Maicii Domnului” din Fratelia este o biserică romano-catolică din cartierul Fratelia al orașului Timișoara.

## Istorie

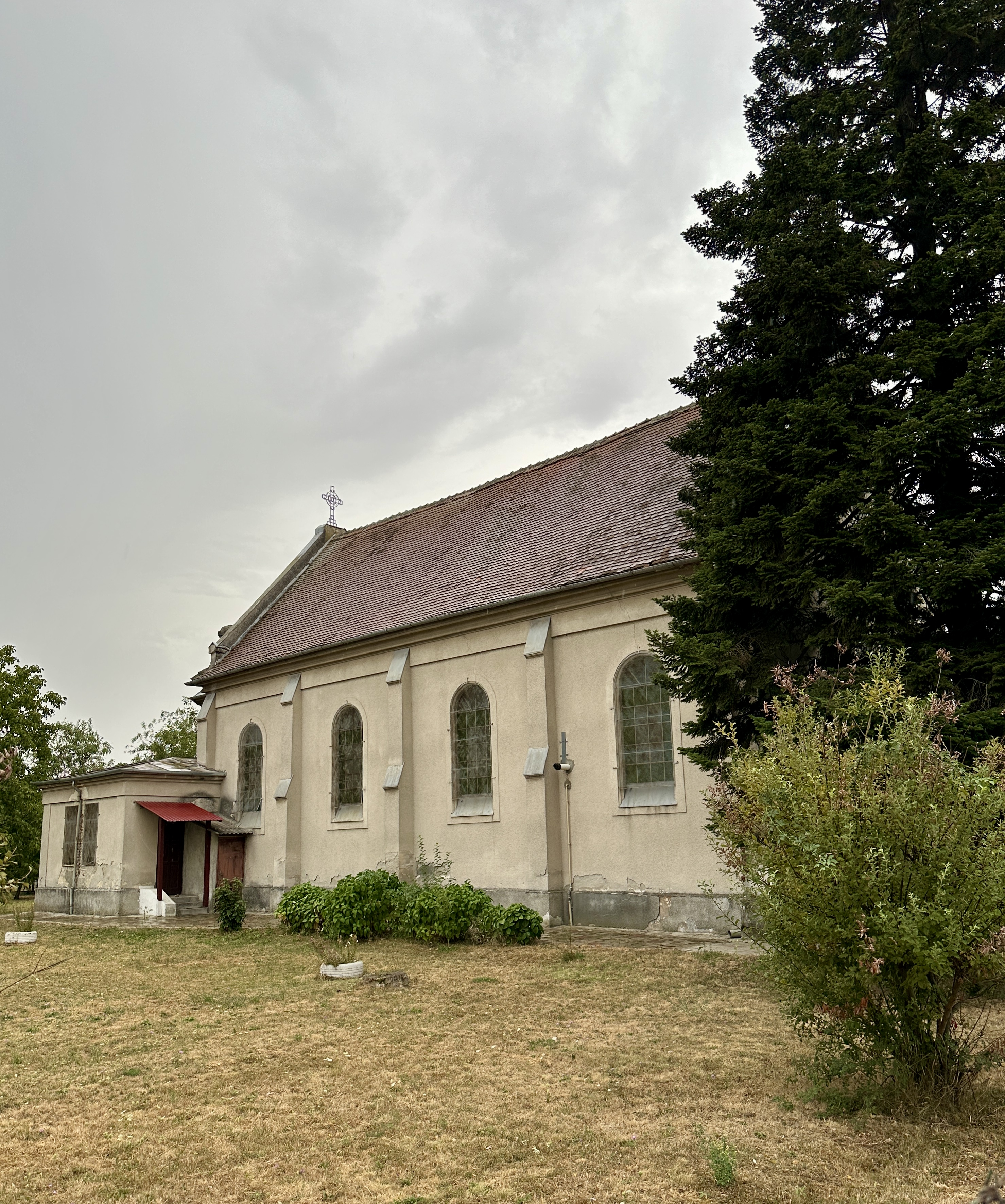
Vedere laterală a bisericii

Bisericuța fără turn a fost construită în anul 1928 la inițiativa preotului salvatorian Columban Heinrich Cieslik în colonia muncitorească Bessenyei (Fratelia B), piatra de temelie fiind pusă la data de 8 iunie 1927, într-o ceremonie solemnă, și sfințită la 19 august 1928 de episcopul catolic Augustin Pacha. O parte din altarul principal al bisericii provine din fosta capelă a Seminarului romano-catolic din Timișoara, care a fost închisă de autoritățile comuniste în 1948. Biserica aparține acum Parohiei „Sfântul Iosif” din Fratelia. Slujbele bisericești se țin aici în maghiară, germană și română.